# Escuela Técnica Superior de Ingenieros de Minas y Energía (Universidad Politécnica de Madrid)
La Escuela Técnica Superior de Ingenieros de Minas y Energía (ETSIME) es el centro docente de la Universidad Politécnica de Madrid que imparte estudios, tanto de título de grado como de postgrado entre los que se encuentra el doctorado en ingeniería de minas.

## Historia
La formación de los Ingenieros de Minas se instauró en España mediante una  Real Orden el 14 de julio de 1777, durante el reinado de Carlos III. De este modo, siguiendo los pasos de la Academia de Minas de Freiberg, Alemania, se crea la  Academia de Minas en España, concretamente en Almadén.

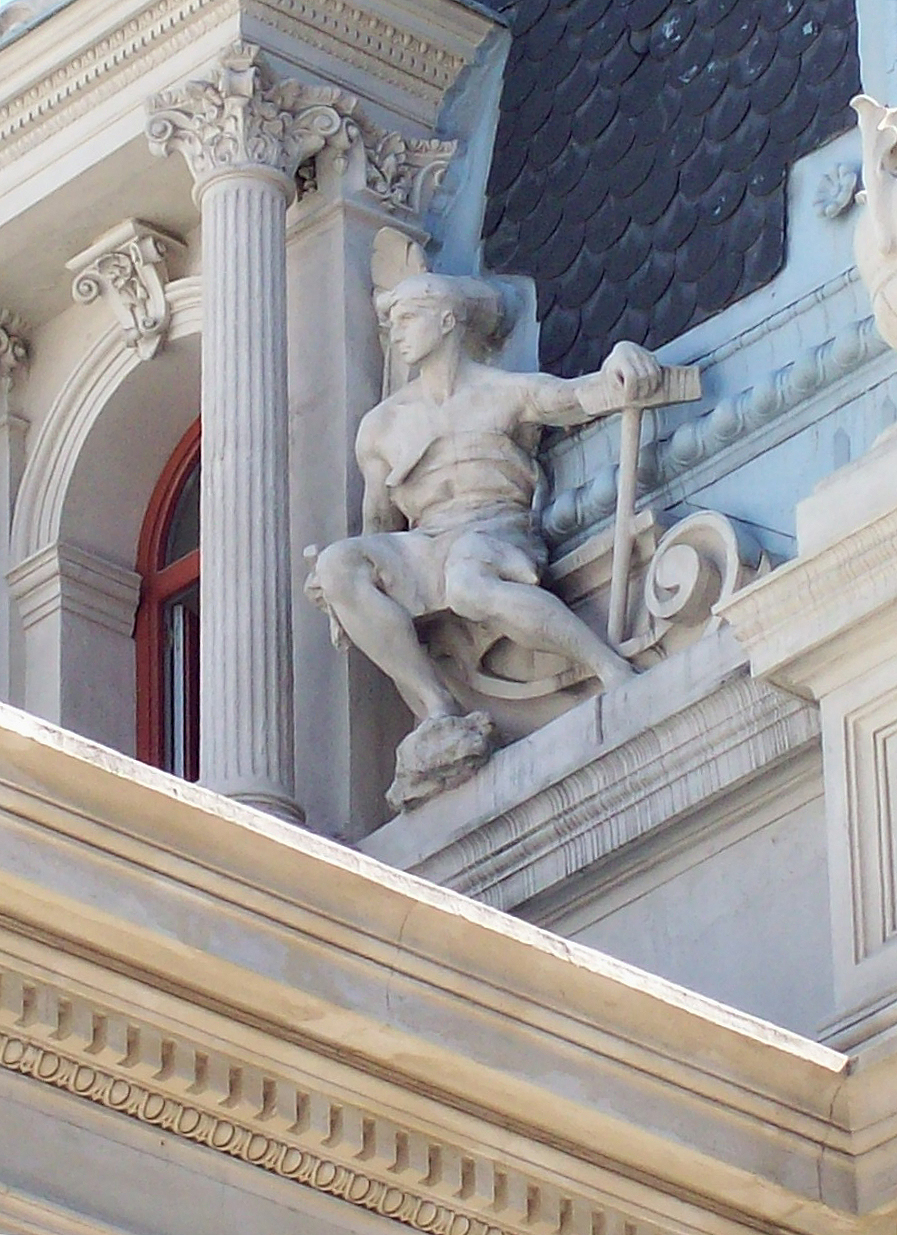
Detalle de la cúpula del edificio histórico ETS Ingenieros de Minas y Energía

En esta época, se hacía necesario introducir conceptos científicos más avanzados para así poder profundizar en el estudio intrínseco de los minerales, estudiando sus estructuras cristalográficas. La primera cátedra fue de Geometría Subterránea y Mineralogía, cuyo responsable fue Enrique Cristóbal Storr.
Durante el año 1785, se ampliaron las enseñanzas, a la vez que contaba con personalidades como Fausto Elhúyar, descubridor del Wolframio o Andrés Manuel del Río, descubridor del Vanadio. Se diversificó internacionalmente la Escuela, creándose el Real Seminario de Minería de México. También por aquel entonces se aplica por primera vez en España el cálculo logarítmico, usado para solventar problemas inherentes a la época en geometría subterránea. Posteriormente, en 1799 se introducen enseñanzas de Química y Física, comenzándose así las enseñanzas de Geognosia. Desde aquí, se empiezan a multiplicar las Escuelas de Ingeniería bajo dirección española en América. Durante el final de siglo, Alexander von Humboldt, con sus viajes a  América Hispana y España, inculca los estudios de la Geología tanto en España como en América.
A finales del siglo XIX, se induce a un conjunto de disciplinas organizadas para su estudio que proporcionan formación técnica avanzada, y tras la Ley de Instrucción pública de 1857, se crea el título de ingeniero.
La Escuela de Ingenieros de Almadén fue trasladada a Madrid en 1835 e inaugurada un año después, quedando la primitiva como Escuela de Capataces de Minas. En Madrid, tras varios emplazamientos provisionales, en 1893 se instaló en el edificio histórico del número 21 de la calle Ríos Rosas, obra del arquitecto Ricardo Velázquez Bosco, con decoración cerámica de Daniel Zuloaga, declarado luego conjunto histórico-artístico.
De esta escuela salieron personalidades de la ciencia como Casiano de Prado, Jerónimo Ibrán, Luis de la Escosura y Morrogh, José García-Siñeriz, Recaredo Garay y Anduaga, José de la Revilla Haya, o fundadores de empresas como José Luis Díaz Fernández (Repsol) o José Ramón Irisarri Yela (Compair Holman Ibérica, en 1959, y Compañía Auxiliar de Voladuras en 1964) que representó a la Academia de Ingeniería en el Consejo Mundial de Academias de Ingeniería (CAETS). Además de una larga lista de académicos de la Real Academia de Ingeniería, y de la de Ciencias.
En noviembre del 2011 fue aprobado en junta de gobierno de la Escuela el cambio de denominación de la Escuela a Escuela Técnica Superior de Ingenieros de Minas y Energía, siendo consecuente con las enseñanzas que se han venido impartiendo durante años.

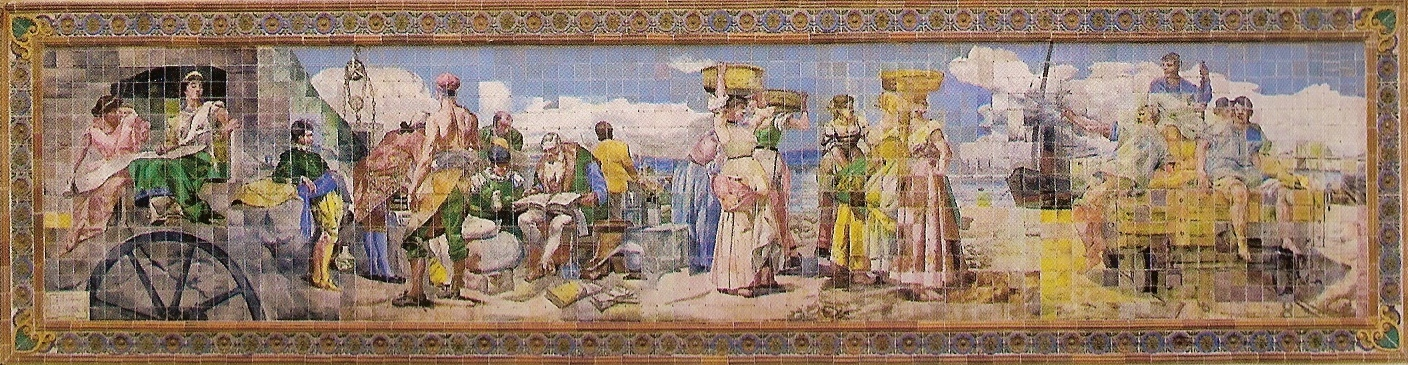
Mural oeste de la Escuela de Ingenieros de Minas, realizado por Daniel Zuloaga Boneta entre 1888 y 1892.

## Distribución
La Escuela consta de cuatro edificios y una fundación:
Edificio M1
Es el edificio histórico proyectado por el arquitecto Ricardo Velázquez Bosco y decorado por Daniel Zuloaga. Se accede a él por la calle Ríos Rosas 21 y por la calle Alenza 2.
Consta de dos plantas y semisótano.

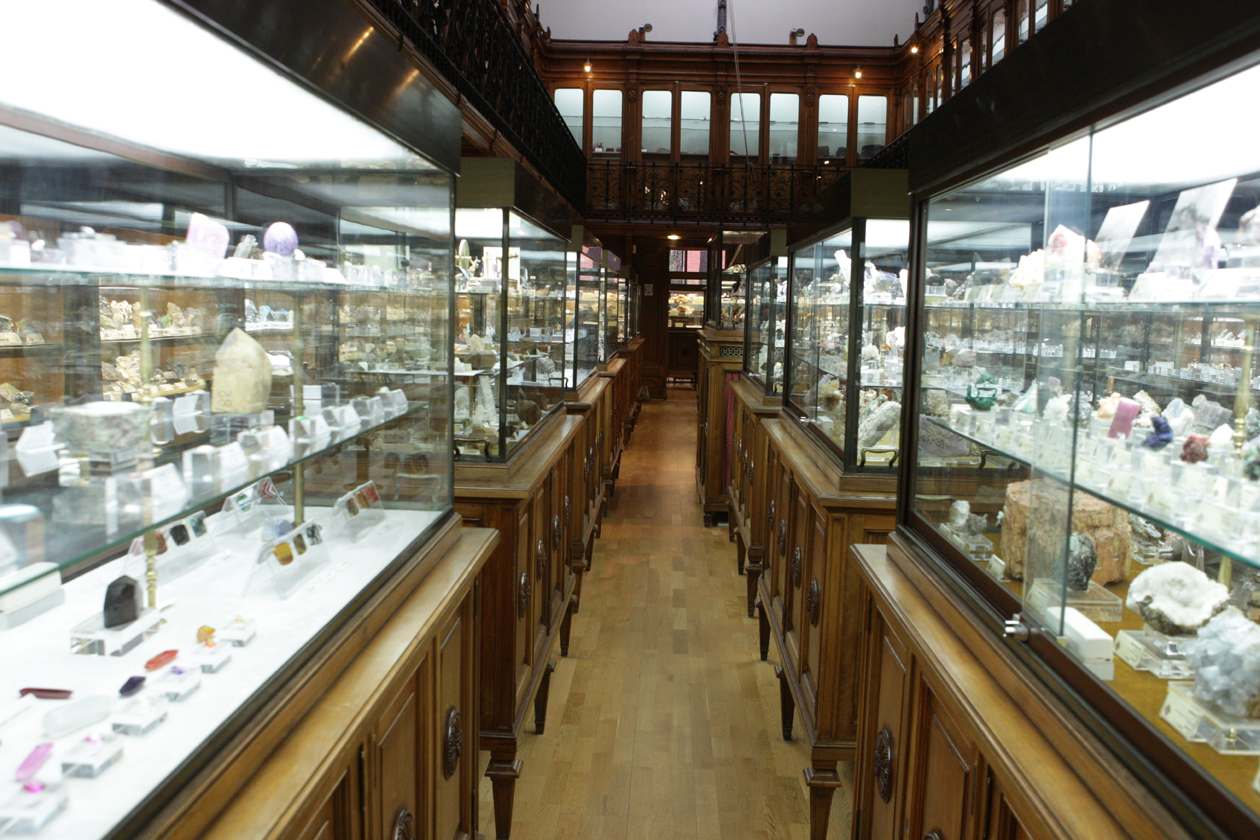
Vista parcial de la colección de minerales del museo, en sus vitrinas originales.

En el semisótano están varios laboratorios (Menas, Química, Química-Física), la asociación secretaría internacional, la cafetería, etcétera.
En la planta de acceso están los despachos de dirección, secretaría, subdirección, etcétera.
La planta primera consta de la biblioteca de alumnos, la biblioteca histórica, el Museo Histórico-Minero "Don Felipe de Borbón y Grecia", dedicado a la mineralogía, paleontología e historia minera, además de despachos y asociaciones.
En la segunda planta se pueden encontrar más despachos, la delegación de alumnos, el club deportivo, el club de rol y juegos de simulación ("Minas de Moria"), locales de la tuna, etcétera, 
Edificio M2
Consta de tres plantas.

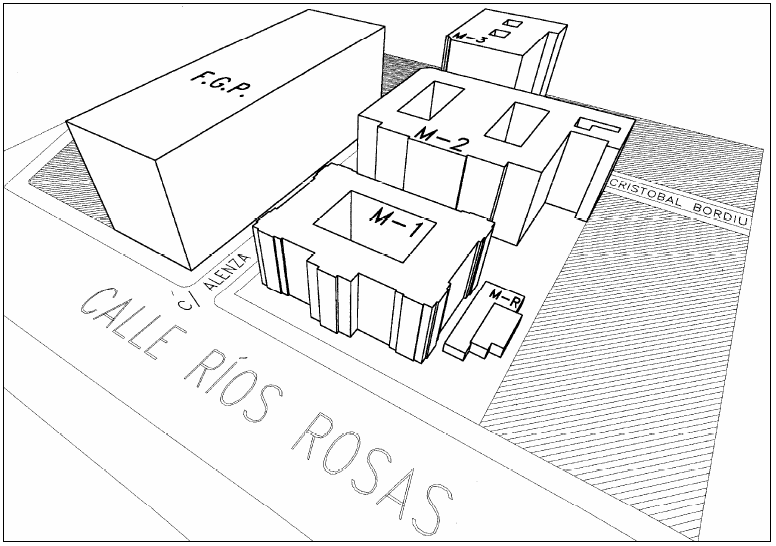
Edificios de la ETSI Minas y Energía (Universidad Politécnica de Madrid)

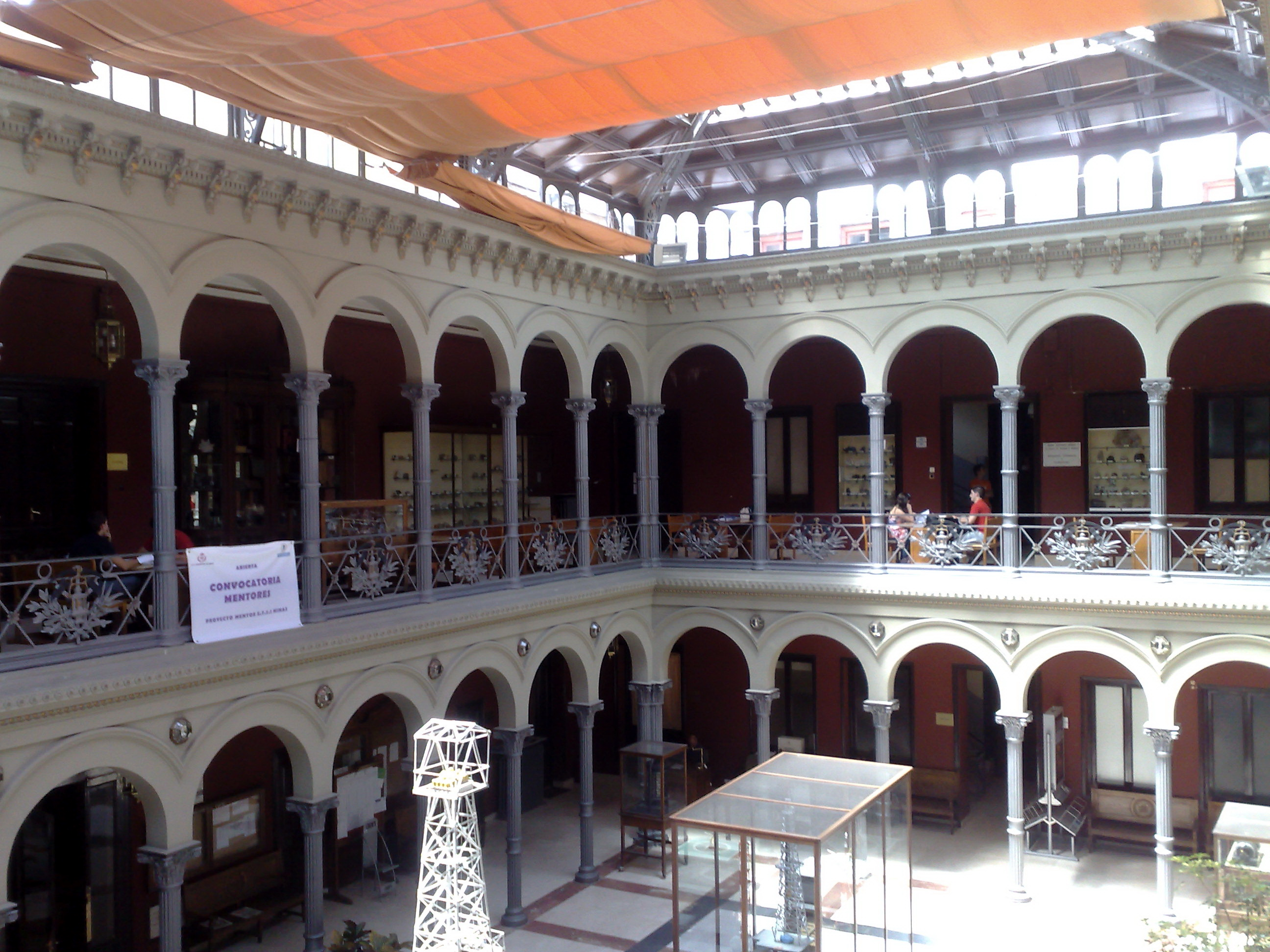
Patio interior del edificio M-1 de la ETSI Minas y Energía (Universidad Politécnica de Madrid)

En la planta de acceso y entreplanta, se pueden encontrar, entre otros: el salón de actos, la capilla, laboratorios del departamento de Ingeniería de Materiales.

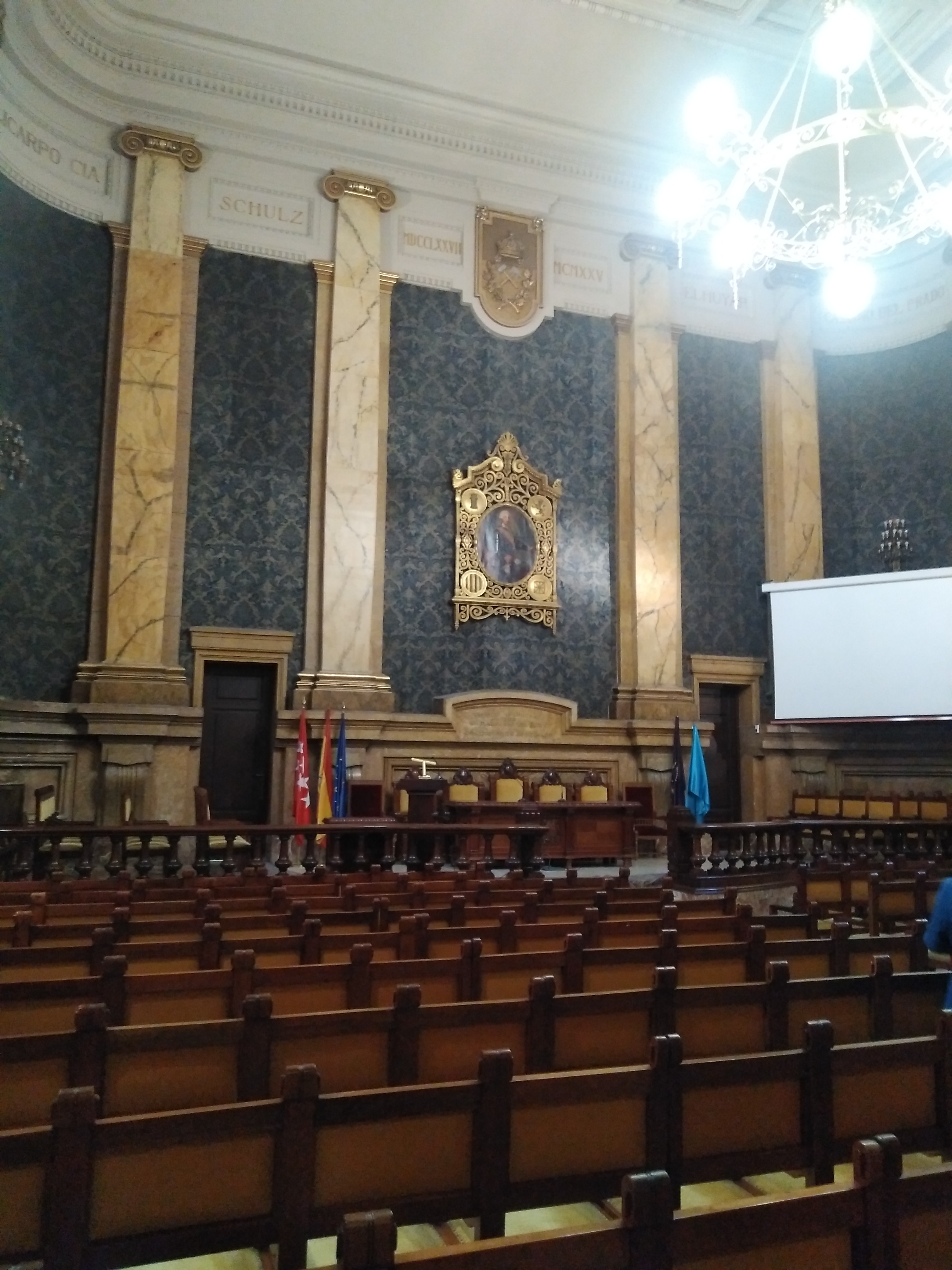
Salón de actos

La primera planta consta del aula de informática y laboratorios y tiene estructura similar a las demás plantas.
Edificio M3
Consta de ocho plantas, en donde -entre otras cosas- se pueden encontrar la hemeroteca, reprografía, aulas de examen, cátedras empresa y despachos de los departamentos.
Edificio MR
Se compone de semisótano y planta baja, en los cuales se pueden encontrar despachos, laboratorios, el área de becarios, biblioteca de Explotación de Recursos Minerales y Obras Subterráneas.
Fundación Gómez Pardo FGP

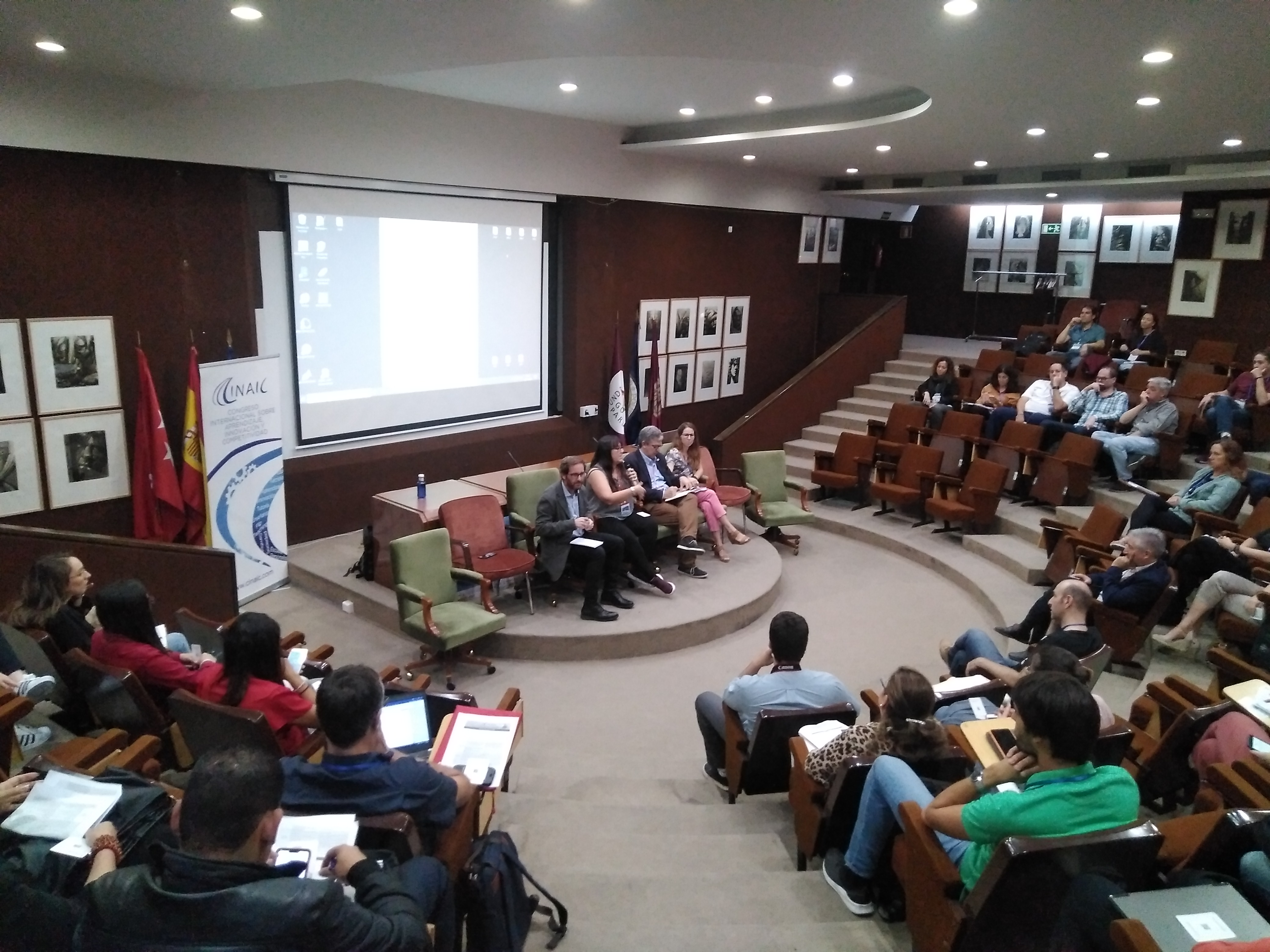
Fundación Gómez-Pardo

Es una fundación privada y sin ánimo de lucro, presidida por el director de la Escuela. Conserva el material reunido por los hermanos Lorenzo y José Gómez-Pardo en el laboratorio que también lleva su nombre, instalado en el edificio de dos pisos (Instituto Gemológico Español) y dos sótanos trazado por Velázquez Bosco y en el que se conserva un busto del fundador, obra de José Gragera. El legado incluye una biblioteca, colecciones mineralógicas, el "Museo Félix Cañada" y otras aportaciones científicas. La fundación fue creada en el año 1915, por Real Orden publicada el 14 de abril. Entre sus objetivos están la promoción y fomento de la investigación, las actividades culturales, conceder becas, servicios de atención social, etcétera.

## Centro tecnológico
El Centro Tecnológico de la Escuela Técnica Superior de Ingenieros de Minas parte como iniciativa propia de la Escuela amparada por la Universidad Politécnica de Madrid. Consta de edificios para albergar laboratorios de investigación e innovación tecnológica, además de dotación de equipos humanos y técnicos para impulsar la investigación.
Está ubicada en la Comunidad Autónoma de Madrid, tiene aproximadamente una superficie de 580.000 metros cuadrados.
Entre los principales objetivos del centro están:
- Desarrollar la investigación y desarrollo en la Escuela Técnica Superior de Ingenieros de Minas y Energía, inclusive potenciar los laboratorios ya existentes.
- Crear núcleos de I+D+i contando con la colaboración de empresas vinculadas a la Escuela Técnica Superior de Ingenieros de Minas y Energía.
- Desarrollar la sinergia Universidad-Empresa a través de Universidad-Organismos Sociales.
- Propiciar un esquema de investigación estratégico para la Comunidad Autónoma de Madrid

## Formación
En la ETSI Minas y Energía, se impartían tres titulaciones oficiales y un título propio de la UPM, históricamente, hasta hace muy pocos años, únicamente se vino impartiendo Ingeniería de Minas, pero con posterioridad se incluyeron dos nuevas titulaciones y un título propio en colaboración con la Escuela Técnica Superior de Ingenieros Industriales de Madrid.

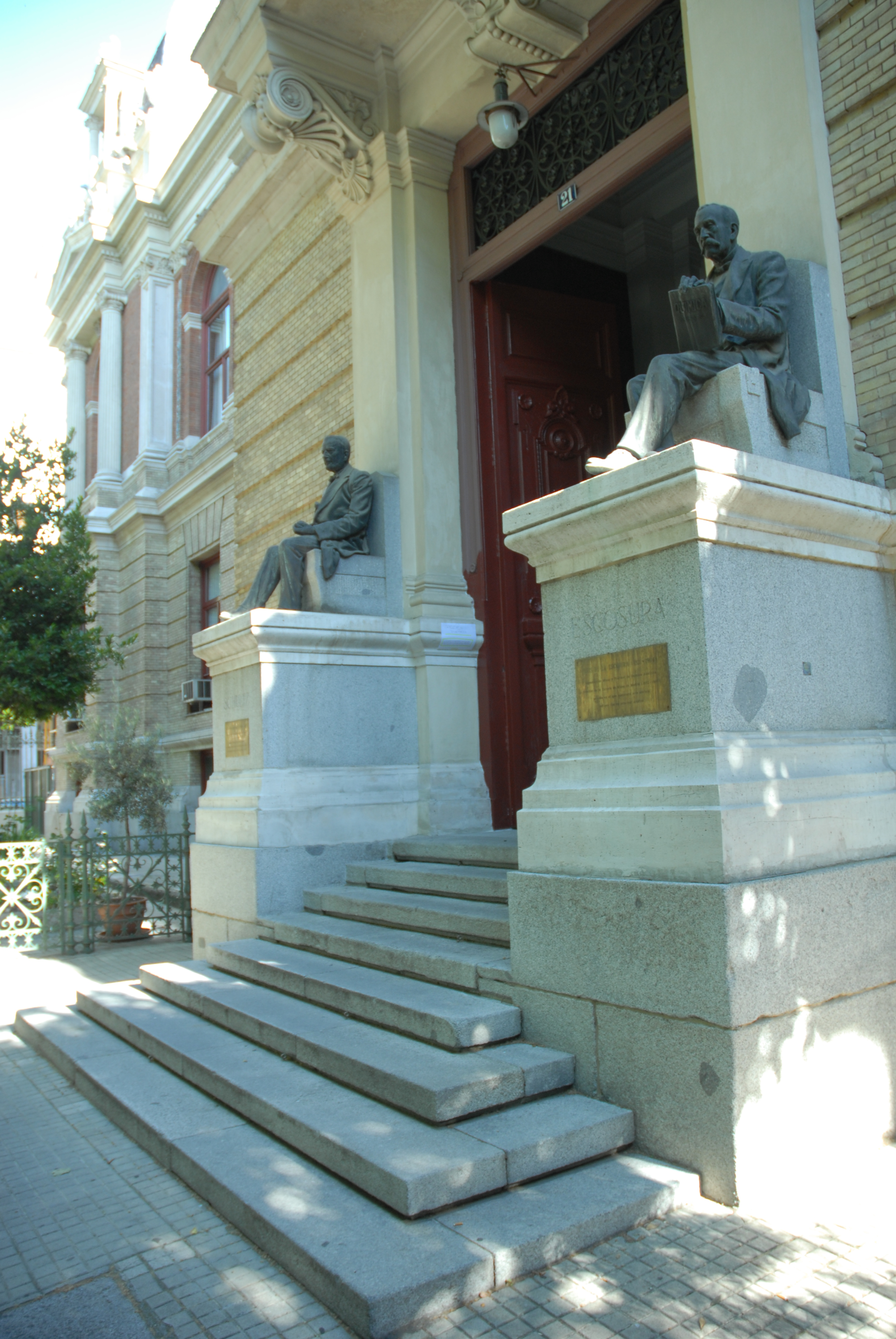
Entrada edificio histórico, esculturas de ilustres Ingenieros de Minas.

A partir del año 1996, debido a las reformas legislativas que hubo en España, se introduce un nuevo sistema académico, estructurado en créditos y dividiendo a la carrera en cinco años académicos, frente a los seis años de los que venía constando con anterioridad en el plan de 1983.
A partir del curso 2010-2011, y debido a reformas estructurales en el sistema universitario en Europa, con el plan Bolonia, la Escuela Técnica Superior de Ingenieros de Minas y Energía pasa a impartir cuatro titulaciones de grado en Ingeniería: Ingeniería Tecnología Minera, Ingeniería en Energía, Ingeniería Geológica e Ingeniería en Recursos Energéticos, Combustibles y Explosivos.
Además, la  Escuela Técnica Superior de Ingenieros de Minas y Energía colabora en docencia con otras escuelas, como en la Ingeniería de Materiales.
La titulación de Ingeniería de Minas ha sido la primera en España en conseguir la certificación ABET, y actualmente están en proceso la acreditación las titulaciones del Plan Bolonia.

### Ingeniería en Tecnología Minera
Este grado es una adaptación de la extinta Ingeniería de Minas a las directrices del Espacio Europeo de Educación Superior en la actualidad, teniendo en común con otros países las finalidades.
Consta de dos itinerarios a elegir:
1. Explotación de Minas
2. Mineralurgia y Metalurgia

Ambos itinerarios facultan profesionalmente al egresado en las tareas afines a su formación.
Es la titulación que tiene como campos profesionales a la obra civil (diseño y construcción de obras públicas), especialmente en aspectos relacionados con los estudios geológicos y geotécnicos para la ejecución de tales obras, tratamiento mineral y de materiales hidrogeológicos; plantas de tratamiento, extracción y aprovechamiento de recursos minerales; estudios e impacto ambientales; consultorías para la investigación, valoración y gestión de las aguas superficiales y subterráneas, además de otras atribuciones como la rehabilitación de espacios naturales.
Da acceso al máster de Ingeniería de Minas, aunque a día de hoy, está en proceso de elaboración, además de verificación por ANECA.

### Ingeniería de la Energía

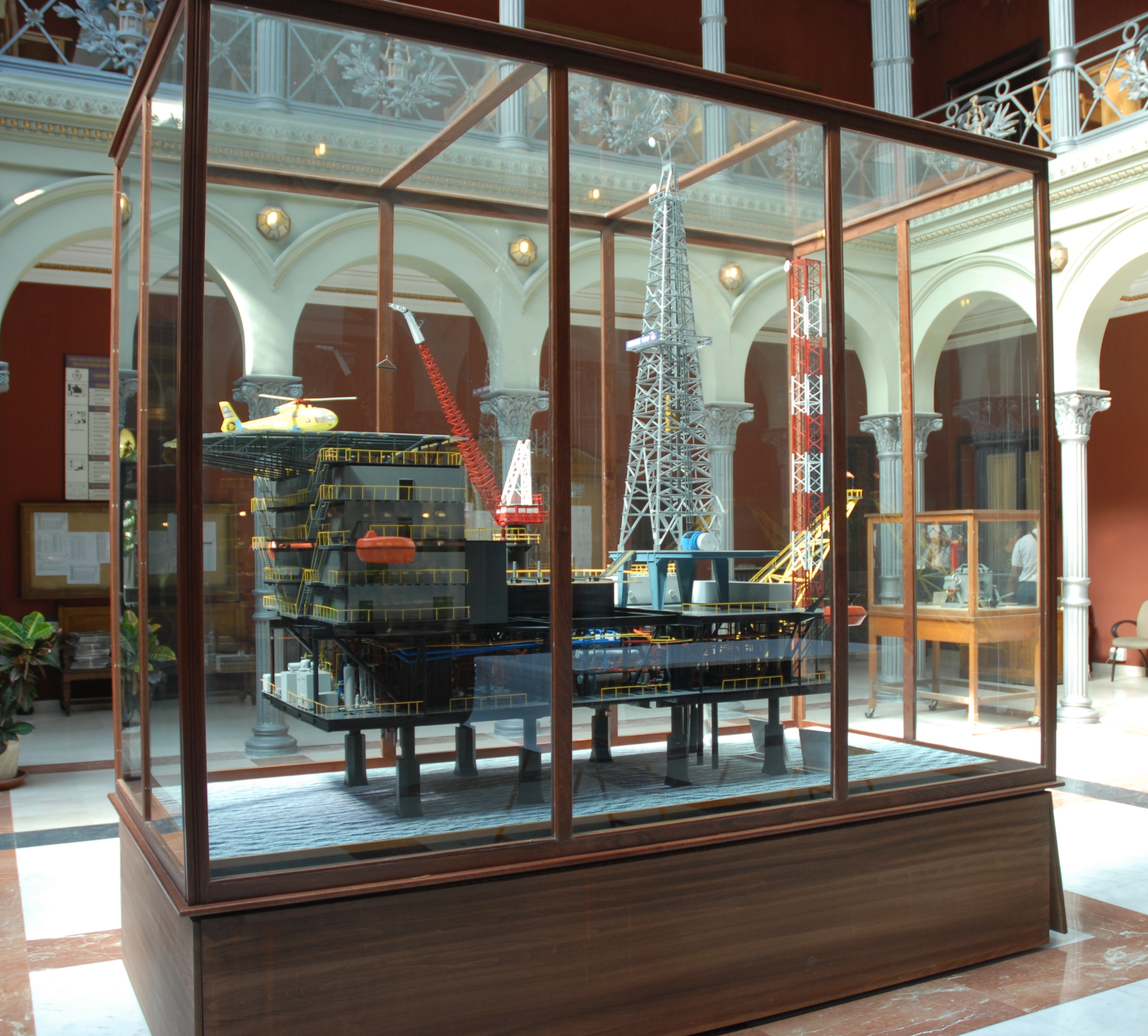
Maqueta plataforma petrolífera Repsol

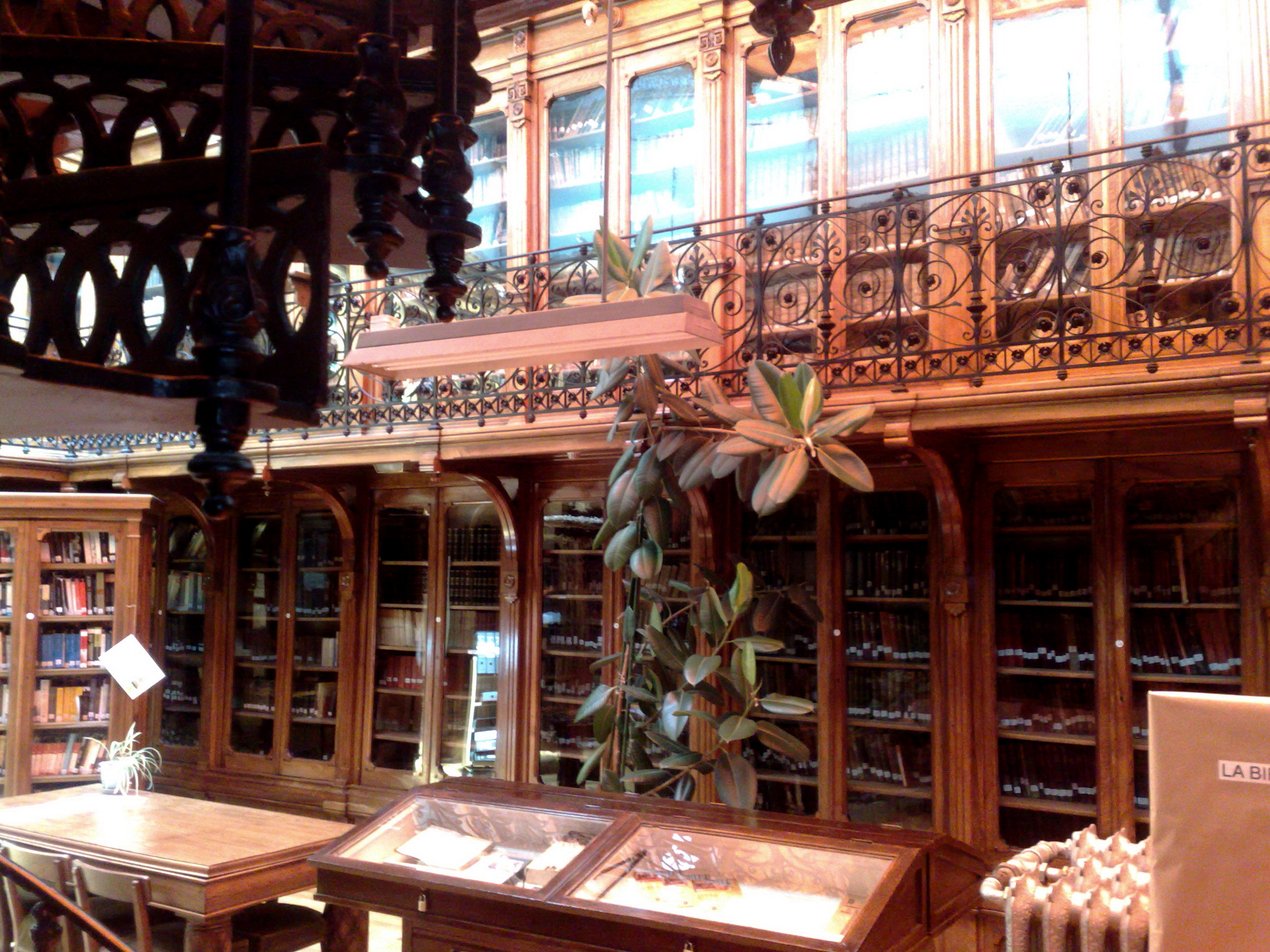
Biblioteca de la ETSIM de Madrid

Esta titulación oficial nace en Madrid, de la colaboración de la Escuela Técnica Superior de Ingenieros Industriales de Madrid y la Escuela Técnica Superior de Ingenieros de Minas y Energía, donde antes de la reforma estructural educativa universitaria con el plan Bolonia, se estaba impartiendo al principio como un grado enfocado a ingenieros industriales e ingenieros de minas titulados en la especialidad energética (técnicas energéticas; y energía y combustibles respectivamente), y después como una ingeniería de segundo ciclo desde marzo del 2004, adscrita a ambas escuelas. Finalmente, a partir del curso académico 2010/2011 pasa a impartirse como titulación oficial de grado.
Una vez instaurado en España el nuevo esquema y organización de las titulaciones, además de la carencia de una titulación en España dedicada íntegramente a la energía, se establece la titulación oficial de Ingeniería de la Energía.
Consta de cuatro años académicos y, a su vez, de dos itinerarios que elegir:
1. Gestión y Aprovechamiento Energético impartido íntegramente en la Escuela Técnica Superior de Ingenieros de Minas y Energía,
2. Tecnologías Energéticas, cuyos dos últimos cursos se imparten en la Escuela Técnica Superior de Ingenieros Industriales de Madrid.[20][21]

Ambos itinerarios se eligen en segundo de carrera, siendo el primer y segundo curso común.
Esta titulación, de corte generalista y polivalente en el ámbito energético, cubre todos los tipos de energía y da una formación heterogénea en el campo energético, cubriendo la totalidad de vertientes de este. Además, se capacita profesionalmente para el estudio, desarrollo e investigación en el campo energético, sistemas eficientes, sostenibles y renovables; también se faculta al titulado en mercados energéticos, haciendo especial hincapié en la demanda actual de profesionales en el campo de energías renovables y limpias, capacitando para hacer frente a la energía del futuro.
El máster en Ingeniería de la Energía se adscribe la Escuela Técnica Superior de Ingenieros Industriales de Madrid, y consta de cinco itinerarios profesionales:
1. Energía térmica y de fluidos
2. Energía nuclear
3. Energías renovables
4. Energía del gas, petróleo y carbón
5. Gestión y mercados energéticos

### Ingeniero en recursos energéticos, combustibles y explosivos
Entre los objetivos de esta titulación está el de formar a profesionales que desarrollen actividades afines con los recursos energéticos, como es el aprovechamiento y transformación de éstos, tanto renovables como no renovables; los combustibles y explosivos, con el diseño de plantas e instalaciones de producción y almacenamiento de combustibles, además de fabricación de explosivos industriales. Además, realizando tareas o estudios de planificación económica y seguridad.
Otro objetivo sería el de formar profesionales en el área de los procesos energéticos, como fuentes de energía y su generación, además de las distintas aplicaciones y desarrollo de tecnología, sistemas eficientes y sostenibles.
Esta titulación, tiene académicamente un itinerario:
1. Recursos energéticos, Combustibles y Explosivos.

### Ingeniero Geólogo
En el año 2000, se crea la titulación de Ingeniero Geólogo en colaboración con la  E. T. S. I. Caminos, Canales y Puertos (Universidad Politécnica de Madrid). La carrera estaba dividida en dos ciclos, un primero de tres años y un segundo de dos años. Posteriormente, debido al plan Bolonia, esta titulación pasa a adscribirse íntegramente a la Escuela Técnica Superior de Ingenieros de Minas y Energía, constando de cuatro cursos académicos.
Esta ingeniería consta de un único itinerario:
1. Sondeos y Prospecciones Mineras.

### Dobles titulaciones en el extranjero
La Escuela de Minas y Energía de Madrid, mantiene convenios de doble titulación con países europeos, principalmente Francia, siendo algunas universidades:
- Faculté Polytechnique de Mons (Bélgica)
- École nationale supérieure des mines de Nancy (Francia)
- École nationale supérieure des mines de Paris (Francia)
- École des Hautes Études Commerciales, París (Francia)
- École nationale supérieure des mines de Saint-Étienne (Francia)
- Pôle universitaire Léonard-de-Vinci (Francia)

Además de programas de intercambio con universidades europeas, especialmente a través del programa Erasmus. Entre otras:
- Instituto Francés del Petróleo (Escuela de Petróleo y Motores), París (Francia)
- Institut National Polytechnique de Lorraine. E.N.S. Geologie (Francia)
- Universidad de Jonköping (Suecia)
- Universidad Politécnica de Trondheim (Noruega)
- Escuela de Minas de Freiberg (Alemania)
- RWTH de Aachen (Alemania)
- Montanuniversität de Leoben (Austria)
- Politécnico de Torino (Italia)
- Universitá degli Studi di Cagliari (Italia)
- Techische Universiteit de Delft (Países Bajos)
- Universidad Técnica de Silesia (Polonia)
- Universidade Técnica de Lisboa-Instituto Superior Técnico (Portugal)